# Storena colossea
Storena colossea är en spindelart som beskrevs av William Joseph Rainbow 1920. Storena colossea ingår i släktet Storena och familjen Zodariidae. Inga underarter finns listade i Catalogue of Life.